# Unnies
Unnies (en hangul, 언니쓰; romanización revisada, Eonnisseu) fue un grupo proyecto especial formado a partir del programa de variedades Sister's Slam Dunk. El grupo se formó para lograr que la integrante del elenco, Min Hyo-rin, cumpliera su sueño de debutar como miembro de un grupo de chicas. La segunda temporada del programa fue formateada para enfocarse específicamente en un grupo proyecto.

## Historia

### 2016-17: Debut conSister's Slam Dunky cambios en la alineación
En la transmisión del 6 de mayo de Sister's Slam Dunk, se reveló que el sueño de Min Hyo-rin era debutar como miembro de un grupo de chicas, ya que Hyorin había sido aprendiz en JYP Entertainment, pero fue expulsada de la empresa. El 13 de mayo, se reveló que la canción debut del grupo sería «Shut Up».  El 1 de julio, el grupo lanzó el sencillo y recibió críticas positivas, logrando obtener un All-Kill, el mismo día, el grupo debutó oficialmente en Music Bank. El vídeo musical de la canción fue lanzado el 8 de julio y contó con múltiples apariciones de celebridades como de Yoo Hui-yeol, Kim Jun-ho, Park Jin-young, Park Kyung-ri de Nine Muses, Jackson de Got7 y otros. Según los informes, todas las ganancias del sencillo se donaron para ayudar a las personas necesitadas a lograr sus sueños. El 19 de agosto, se anunció que Tiffany había abandonado el programa luego de una controversia por subir fotos a sus redes sociales con la bandera japonesa y Bandera del Sol Naciente, indicado que se encontraba en Japón por una gira. Aunque no hubo pruebas de malas intenciones, esto causó fuertes críticas del público coreano ya que el momento coincidió con el Día de la Liberación de Corea.
Después de la conclusión de la primera temporada, la alineación del grupo había cambiado. El 17 de enero, un representante del programa reveló que Kim Sook y Hong Jin-kyung regresarían, mientras que Kang Ye-won, Han Chae-young, Hong Jin-young, Minzy y Somi fueron confirmadas como nuevas miembros del elenco. El 1 de febrero, se reveló la primera fecha de transmisión junto con una nueva imagen conceptual. Seis días después, se confirmó que el reconocido productor Kim Hyung-suk produciría una nueva canción para ellas con Kim Eana como letrista.

## Exmiembros
- Ra Mi-ran (라미란)
- Kim Sook (김숙)
- Hong Jin-kyung (홍진경)
- Kang Ye-won (강예원)
- Han Chae-young (한채영)
- Hong Jin-young (홍진영)
- Min Hyo-rin (민효린)
- Jessi (제시)
- Tiffany (티파니)
- Minzy (민지)
- Somi (소미)

## Discografía

### Sencillos
| Título           | Año  | Mejores posiciones | Ventas         | Álbum     |
| Título           | Año  | COR                | Ventas         | Álbum     |
| ---------------- | ---- | ------------------ | -------------- | --------- |
| «Shut Up»        | 2016 | 3                  | - COR: 639 689 | Sin álbum |
| «Right?» (맞지?) | 2017 | 2                  | - COR: 816 262 | Sin álbum |

### Otras canciones
| Título                    | Año  | Mejores posiciones | Ventas        | Álbum     |
| Título                    | Año  | COR                | Ventas        | Álbum     |
| ------------------------- | ---- | ------------------ | ------------- | --------- |
| «LaLaLa Song» (랄랄라 송) | 2017 | 48                 | - COR: 71 994 | Sin álbum |